# Campeonato da Oceania de Atletismo de 2008
O Campeonato da Oceania de Atletismo de 2008 foi a 9ª edição da competição organizada pela Associação de Atletismo da Oceania entre os dias 25 a 28 de junho de 2008. O evento foi realizado em conjunto com o campeonato juvenil de 2008. Teve como sede o Complexo Esportivo Oleai, na cidade de Saipan, nas Marianas Setentrionais, sendo disputadas 39 provas (20 masculino, 18 feminino e 1 misto na categoria sênior). Teve como destaque a Papua-Nova Guiné com 17 medalhas no total, 9 de ouro.

## Medalhistas
Esses foram os resultados da competição. 

### Masculino
| Evento                      | Ouro                                                                | Ouro       | Prata                                                                           | Prata      | Bronze                                                                   | Bronze     |
| --------------------------- | ------------------------------------------------------------------- | ---------- | ------------------------------------------------------------------------------- | ---------- | ------------------------------------------------------------------------ | ---------- |
| 100 metros                  | Iowane Dovumatua · Fiji                                             | 10.92      | Setareki Tikosaya · Fiji                                                        | 10.99      | Jack Iroga · Ilhas Salomão                                               | 11.07      |
| 200 metros                  | Isoa Me · Fiji                                                      | 21.93      | Setareki Tikosaya · Fiji                                                        | 22.02      | Jay Stone · Austrália                                                    | 22.08      |
| 400 metros                  | Joshua Ahwong · Austrália                                           | 48.26      | Aporosa Tabulawaki · Fiji                                                       | 48.67      | Isoa Me · Fiji                                                           | 48.75      |
| 800 metros                  | Aunese Curreen · Samoa                                              | 1:51.16    | Isireli Naikelekelevesi · Fiji                                                  | 1:53.48    | Aporosa Tabulawaki · Fiji                                                | 1:57.41    |
| 1 500 metros                | Aunese Curreen · Samoa                                              | 3:58.76    | Isireli Naikelekelevesi · Fiji                                                  | 4:03.79    | Derek Mandell · Guam                                                     | 4:05.79    |
| 5 000 metros                | Brendan Whelan · Austrália                                          | 16:02.19   | Tupuhoe Tahi · Polinésia Francesa                                               | 16:12.54   | Teiva Izal · Polinésia Francesa                                          | 16:13.00   |
| 110 metros barreiras        | Toriki Urarii · Polinésia Francesa                                  | 15.11      | Kenneth Karosich · Guam                                                         | 15.50      | Inoke Finau · Tonga                                                      | 15.54      |
| 400 metros barreiras        | Mowen Boino · Papua-Nova Guiné                                      | 52.07      | Jone Wainiqolo · Fiji                                                           | 55.79      | Kenneth Karosich · Guam                                                  | 57.02      |
| 3.000 metros com obstáculos | Tim Rogers · Ilha Norfolk                                           | 12:18.36   | Ketson Kabiriel · Marianas Setentrionais                                        | 12:20.07   |                                                                          |            |
| Meia maratona               | Tutea Degage · Polinésia Francesa                                   | 1:17:38.67 | Teiva Izal · Polinésia Francesa                                                 | 1:19:58.75 | Brendan Whelan · Austrália                                               | 1:24:27.83 |
| 4×100 metros estafetas      | Fiji · Iowane Dovumatua · Setareki Tikosaya · Frank Louey · Isoa Me | 42.01      | Papua-Nova Guiné · Reginald Worealevi · Kupun Wisil · Waname Egora · Joe Matmat | 42.71      | Austrália · Jay Stone · Duane Daley · Joshua Ahwong · Peter Tuccandidgee | 42.84      |
| 6 km corta-mato             | Aunese Curreen · Samoa                                              | 21:05      | Brendan Whelan · Austrália                                                      | 21:09      | Lavi Sam · Vanuatu                                                       | 21:14      |
| Salto em altura             | David Birati · Kiribati                                             | 1.92       | Emori Sabua · Fiji                                                              | 1.86       | Kristopher Williamson · Ilhas Cook                                       | 1.83       |
| Salto em comprimento        | Frédéric Erin · Nova Caledônia                                      | 7.59       | Jay Stone · Austrália                                                           | 7.10       | Sandy Katusele · Papua-Nova Guiné                                        | 6.98       |
| Salto triplo                | Frank Louey · Fiji                                                  | 14.23      | Kainric Ozoux · Nova Caledônia                                                  | 14.05      | Sandy Katusele · Papua-Nova Guiné                                        | 13.99      |
| Arremesso de peso           | Daniel Kilama · Nova Caledônia                                      | 16.76      | Stephen Lasei · Samoa                                                           | 14.44      | Mathieu Roulet · Nova Caledônia                                          | 13.68      |
| Lançamento de disco         | Daniel Kilama · Nova Caledônia                                      | 48.06      | Rooarii Pito · Polinésia Francesa                                               | 47.51      | Yann Fuluhea · Nova Caledônia                                            | 45.04      |
| Lançamento do martelo       | Thomas McGuire · Austrália                                          | 46.00      | Rooarii Pito · Polinésia Francesa                                               | 41.90      |                                                                          |            |
| Lançamento do dardo         | Leslie Copeland · Fiji                                              | 67.02      | Mathieu Roulet · Nova Caledônia                                                 | 66.08      | Nick Gross · Marianas Setentrionais                                      | 52.43      |
| Octatlo                     | Brendan Peeters · Austrália                                         | 4927       | Rabangaki Nawai · Kiribati                                                      | 4901       | Toriki Urarii · Polinésia Francesa                                       | 4827       |

### Feminino
| Evento                 | Ouro                                                                   | Ouro       | Prata                                                                             | Prata      | Bronze                                                                | Bronze     |
| ---------------------- | ---------------------------------------------------------------------- | ---------- | --------------------------------------------------------------------------------- | ---------- | --------------------------------------------------------------------- | ---------- |
| 100 metros             | Mae Koime · Papua-Nova Guiné                                           | 11.66      | Toea Wisil · Papua-Nova Guiné                                                     | 11.94      | Makelesi Tumalevu · Fiji                                              | 12.39      |
| 200 metros             | Mae Koime · Papua-Nova Guiné                                           | 24.11      | Toea Wisil · Papua-Nova Guiné                                                     | 24.45      | Betty Burua · Papua-Nova Guiné                                        | 25.05      |
| 400 metros             | Salome Dell · Papua-Nova Guiné                                         | 55.45      | Betty Burua · Papua-Nova Guiné                                                    | 55.80      | Sharon Henry · Papua-Nova Guiné                                       | 58.00      |
| 800 metros             | Salome Dell · Papua-Nova Guiné                                         | 2:10.92    | Salote Mereula · Fiji                                                             | 2:21.80    | Nicole Layson · Guam                                                  | 2:39.63    |
| 1 500 metros           | Salome Dell · Papua-Nova Guiné                                         | 4:40.39    | Nicole Layson · Guam                                                              | 5:25.92    | Malia’Aneta Patolo · Tonga                                            | 5:45.27    |
| 5 000 metros           | Nicole Layson · Guam                                                   | 21:11.76   | Malia’Aneta Patolo · Tonga                                                        | 23:25.96   | Luna Tuifutana · Tonga                                                | 25:17.43   |
| 100 metros barreiras   | Milika Tuivanuavou · Fiji                                              | 16.22      | Monique Lafaialii · Samoa                                                         | 16.34      |                                                                       |            |
| 400 metros barreiras   | Sharon Henry · Papua-Nova Guiné                                        | 61.83      | Lata Tuifutuna · Tonga                                                            | 71.07      | Kaitinano Mwemweata · Kiribati                                        | 81.71      |
| Meia maratona          | Marie Benito · Guam                                                    | 1:35:20.83 | Mieko Carey · Marianas Setentrionais                                              | 1:39:32.28 | Mamiko Oshima · Marianas Setentrionais                                | 1:42:26.67 |
| 4×100 metros estafetas | Papua-Nova Guiné · Sharon Henry · Mae Koime · Betty Burua · Toea Wisil | 47.27      | Fiji · Makelesi Tumalevu · Paulini Korowaqa · Salote Mereula · Milika Tuivanuavou | 49.24      | Austrália · Emma-Rose Daby · Sarah Busby · Emily Keehn · Narelle Long | 49.92      |
| 3 km corta-mato        | Salome Dell · Papua-Nova Guiné                                         | 11:08      | Marie Benito · Guam                                                               | 12:20      | Nicole Layson · Guam                                                  | 12:31      |
| Salto em altura        | Makelesi Tumalevu · Fiji                                               | 5.70       | Maki Samanth Lockington · Ilhas Cook                                              | 5.07       |                                                                       |            |
| Salto triplo           | Monique Lafaialii · Samoa                                              | 10.20      |                                                                                   |            |                                                                       |            |
| Arremesso de peso      | Margaret Satupai · Samoa                                               | 13.94      | Genie Gierardo · Guam                                                             | 9.79       | Nina Grundler · Nauru                                                 | 9.66       |
| Lançamento de disco    | Tereapii Tapoki · Ilhas Cook                                           | 50.59      | Margaret Satupai · Samoa                                                          | 46.57      | Perle Buard · Polinésia Francesa                                      | 30.82      |
| Lançamento do martelo  | Kelly Humphries · Austrália                                            | 45.57      | Olivia Birkett · Austrália                                                        | 38.33      | Margaret Satupai · Samoa                                              | 36.11      |
| Lançamento do dardo    | Milika Tuivanuavou · Fiji                                              | 39.36      | Perle Buard · Polinésia Francesa                                                  | 39.02      | Maki Samanth Lockington · Ilhas Cook                                  | 32.70      |
| Heptatlo               | Narelle Long · Austrália                                               | 3081       |                                                                                   |            |                                                                       |            |

### Misto
| Evento                   | Ouro                                                                                | Ouro    | Prata                                                                             | Prata   | Bronze                                                                        | Bronze  |
| ------------------------ | ----------------------------------------------------------------------------------- | ------- | --------------------------------------------------------------------------------- | ------- | ----------------------------------------------------------------------------- | ------- |
| Revezamento medley 800 m | Fiji · Makelesi Tumalevu · Iowane Dovumatua · Paulini Korowaqa · Aporosa Tabulawaki | 1:38.29 | Papua-Nova Guiné · Shirley Vunatup · Waname Egora · Betty Burua · Kevin Kapmatana | 1:39.50 | Ilhas Salomão · Pauline Kwalea · Jack Iroga · Flory Liza · Emmanuel Tautaumea | 1:41.26 |

## Quadro de medalhas
Na tabela de medalhas foram contados apenas eventos com 3 ou mais participantes:
| Ordem | País                   | Medalha de ouro | Medalha de prata | Medalha de bronze | Total |
| ----- | ---------------------- | --------------- | ---------------- | ----------------- | ----- |
| 1     | Papua-Nova Guiné       | 13              | 2                | 5                 | 20    |
| 2     | Fiji                   | 9               | 9                | 3                 | 18    |
| 3     | Austrália              | 4               | 3                | 4                 | 11    |
| 4     | Samoa                  | 4               | 2                | 1                 | 7     |
| 5     | Nova Caledônia         | 3               | 2                | 2                 | 7     |
| 6     | Guam                   | 2               | 4                | 4                 | 10    |
| 7     | Polinésia Francesa     | 2               | 4                | 3                 | 9     |
| 7     | Kiribati               | 1               | 1                | 1                 | 3     |
| 9     | Ilhas Cook             | 1               | 0                | 2                 | 3     |
| 10    | Tonga                  | 0               | 2                | 3                 | 5     |
| 11    | Marianas Setentrionais | 0               | 1                | 2                 | 3     |
| 12    | Nauru                  | 0               | 0                | 1                 | 1     |
| 12    | Ilhas Salomão          | 0               | 0                | 1                 | 1     |
| 12    | Vanuatu                | 0               | 0                | 1                 | 1     |
| Total | Total                  | 32              | 32               | 32                | 96    |

Legenda
| Recorde mundial       | Recorde mundial (World record)               |                       | Recorde africano                      | Recorde africano (African) |                                           | Q | Classificado por posição (Qualified) |
| Recorde do campeonato | Recorde do campeonato (Championship record)  | Recorde da América    | Recorde da América (Americas)         | q                          | Classificado por melhor tempo (Qualified) |   |                                      |
| Melhor marca do ano   | Melhor marca do ano (World leading)          | Recorde asiático      | Recorde asiático (Asian)              | DNS                        | Não largou (Did not start)                |   |                                      |
| Recorde nacional      | Recorde nacional (National record)           | Recorde europeu       | Recorde europeu (European)            | DNF                        | Não terminou (Did not finish)             |   |                                      |
| Recorde pessoal       | Recorde pessoal do atleta (Personal best)    | Recorde da Oceania    | Recorde da Oceania (Oceania)          | DSQ / DQ                   | Desclassificado (Disqualified)            |   |                                      |
| Recorde da temporada  | Recorde da temporada do atleta (Season best) | Recorde sul-americano | Recorde sul-americano (South America) | NM                         | Sem marca (No mark)                       |   |                                      |